# ヒューズ・メダル
ヒューズ・メダル（Hughes Medal）は、イギリスの王立協会が授与する賞である。マイクロフォンの発明者デイビッド・エドワード・ヒューズの名にちなんでいる。物理科学、特に電磁気学の分野の発見または応用に関する業績に対して贈られる賞である。

## 受賞者一覧
- 1902年： ジョゼフ・ジョン・トムソン
- 1903年： ヴィルヘルム・ヒットルフ
- 1904年： ジョゼフ・スワン
- 1905年： アウグスト・リーギ
- 1906年： ハータ・エアトン
- 1907年： アーネスト・ハワード・グリフィス
- 1908年： オイゲン・ゴルトシュタイン
- 1909年： リチャード・グレイズブルック（英語版）
- 1910年： ジョン・フレミング
- 1911年： チャールズ・ウィルソン
- 1912年： ウィリアム・ダッデル
- 1913年： グラハム・ベル
- 1914年： ジョン・タウンゼント
- 1915年： ポール・ランジュバン
- 1916年： エリフ・トムソン
- 1917年： チャールズ・バークラ
- 1918年： アーヴィング・ラングミュア
- 1919年： チャールズ・クリー（英語版）
- 1920年： オーエン・リチャードソン
- 1921年： ニールス・ボーア
- 1922年： フランシス・アストン
- 1923年： ロバート・ミリカン
- 1924年： （受賞者なし）
- 1925年： フランク・エドワード・スミス（英語版）
- 1926年： ヘンリー・ジャクソン
- 1927年： ウィリアム・クーリッジ（英語版）
- 1928年： モーリス・ド・ブロイ
- 1929年： ハンス・ガイガー
- 1930年： チャンドラセカール・ラマン
- 1931年： ウィリアム・ブラッグ
- 1932年： ジェームズ・チャドウィック
- 1933年： エドワード・アップルトン
- 1934年： マンネ・シーグバーン
- 1935年： クリントン・デイヴィソン
- 1936年： ヴァルター・ショットキー
- 1937年： アーネスト・ローレンス
- 1938年： ジョン・コッククロフト、アーネスト・ウォルトン
- 1939年： ジョージ・パジェット・トムソン
- 1940年： アーサー・コンプトン
- 1941年： ネヴィル・モット
- 1942年： エンリコ・フェルミ
- 1943年： マーク・オリファント
- 1944年： ジョージ・イングル・フィンチ
- 1945年： ベイシル・スコーンランド（英語版）
- 1946年： ジョン・ランドール
- 1947年： フレデリック・ジョリオ＝キュリー
- 1948年： ロバート・ワトソン＝ワット
- 1949年： セシル・パウエル
- 1950年： マックス・ボルン
- 1951年： ヘンリク・アンソニー・クラマース
- 1952年： フィリップ・ディー（英語版）
- 1953年： エドワード・ブラード
- 1954年： マーチン・ライル
- 1955年： ハリー・マッセー（英語版）
- 1956年： フレデリック・リンデマン（英語版）
- 1957年： ジョセフ・プラウドマン（英語版）
- 1958年： エドワード・アンドレード
- 1959年： ブライアン・ピパード（英語版）
- 1960年： ジョセフ・ポージー（英語版）
- 1961年： アラン・コットレル（英語版）
- 1962年： ブレビス・ブリーニー（英語版）
- 1963年： フレデリック・カーランド・ウィリアムス
- 1964年： アブドゥッサラーム
- 1965年： デニス・ウィルキンソン（英語版）
- 1966年： ニコラス・ケンマー
- 1967年： クルト・メンデルソン（英語版）
- 1968年： フリーマン・ダイソン
- 1969年： ニコラス・クルティ
- 1970年： デビッド・ベイツ（英語版）
- 1971年： ロバート・ハンブリー・ブラウン
- 1972年： ブライアン・ジョゼフソン
- 1973年： ペーター・ヒルシュ
- 1974年： ピーター・ファウラー（英語版）
- 1975年： リチャード・ダリッツ（英語版）
- 1976年： スティーヴン・ホーキング
- 1977年： アントニー・ヒューイッシュ
- 1978年： ウィリアム・コクラン（英語版）
- 1979年： ロバート・ウィリアムズ（英語版）
- 1980年： フランシス・ファーリー（英語版）
- 1981年： ピーター・ヒッグス、 トマス・キブル
- 1982年： ドラモンド・マシューズ（英語版）、フレデリック・ヴァイン（英語版）
- 1983年： ジョン・ウォード（英語版）
- 1984年： ロイ・カー
- 1985年： トニー・スカーム
- 1986年： マイケル・ウルフソン（英語版）
- 1987年： マイケル・ペッパー（英語版）
- 1988年： アーチボルド・ハウイー（英語版）、マイケル・ウィーラン（英語版）
- 1989年： ジョン・スチュワート・ベル
- 1990年： トーマス・カウリング
- 1991年： フィリップ・ムーン（英語版）
- 1992年： マイケル・シートン（英語版）
- 1993年： ジョージ・アイザック（英語版）
- 1994年： ロバート・チェンバース（英語版）
- 1995年： デビッド・ショーンバーグ（英語版）
- 1996年： デビッド・バッキンガム（英語版）
- 1997年： アンドリュー・ラング（英語版）
- 1998年： レイモンド・ハイド（英語版）
- 1999年： アレキサンダー・ボクセンバーグ
- 2000年： チンタマーニ・ラーオ
- 2001年： ジョン・ペチカ（英語版）
- 2002年： アレクサンダー・ダルガルノ（英語版）
- 2003年： ピーター・エドワーズ（英語版）
- 2004年： ジョン・クラーク（英語版）
- 2005年： キース・モファット（英語版）
- 2006年： マイケル・ケリー（英語版）
- 2007年： アルトゥール・エケルト（英語版）
- 2008年： ミシェル・ドハティ（英語版）
- 2010年： アンドレ・ガイム
- 2011年： マシュー・ロセインスキー（英語版）
- 2013年： ヘニング・シリングハウス（英語版）
- 2015年： ジョージ・エフスタティウ（英語版）
- 2017年： ピーター・ブルース（英語版）
- 2018年： ジェームズ・デュラント（英語版）
- 2019年： アンドリュー・クーパー（英語版）
- 2020年： クレア・グレイ（英語版）
- 2021年： John Irvine
- 2022年： サイフル・イスラム（英語版）
- 2023年： Erwin Reisner
- 2024年： Linda Nazar